# Thunder Fox
Thunder Fox  (サンダーフォックス) é um jogo de tiro do tipo "correr e atirar" criado pela Taito. Foi lançado nos fliperamas em 1990 e para o Genesis/Mega Drive da Sega em 1991.

## Enredo
No ano de 199X, o mundo estava perdido em um vórtice de terror. O terrorismo malicioso tomou conta da terra, do céu e do mar. Houve dois homens corajosos que lutaram contra este reinado de violência. Eles eram a equipe antiterrorismo, "THUNDER FOX".

## Jogabilidade
Thunder Fox é um jogo de tiro de rolagem horizontal, onde os jogadores assumem o controle dos agentes Thunder e Fox. Thunder é mais eficiente com armas de fogo, enquanto Fox é melhor com facas. Os níveis são todos divididos em várias seções, desde uma base militar até um avião. A ação é focada no combate corpo a corpo com o uso da faca para atacar, mas também existem outras armas lançadas pelos inimigos como granadas, lança-chamas e revólveres.

## Recepção
No Japão, a Game machine listou Thunder Fox em sua edição de 15 de agosto de 1990 como sendo a décima terceira unidade de arcade de mesa de maior sucesso do mês.
A revista Leisure line analisou o jogo de fliperama (arcade) e o avaliou em 8 de 10.

## Legado
Thunder Fox foi relançado para Xbox e PlayStation 2 como parte da compilação Taito Legends.